# Severi Savonen
Severi Sefanias Savonen, född 2 april 1886 i Åbo, död 4 januari 1964 i Helsingfors, var en finländsk tuberkulosläkare och folkhälsoman.
Savonen blev medicine och kirurgie doktor 1937. Han var 1925–1962 sekreterare och ombudsman i Föreningen för tuberkulosens bekämpande och 1943–1952 chef för folkhygieniska avdelningen vid Medicinalstyrelsen (medicinalråd).
Han var en ledande gestalt i kampen mot tuberkulosen under Mellankrigstiden. Bland hans arbeten märks avhandlingen Tuberkuloositartunnan levinneisyydestä Suomessa (1937) och Lungsotens förlopp i Finland åren 1771–1929 (tillsammans med Woldemar Backman, 1934). Han erhöll professors titel 1946.